# Schielo
Schielo este un cartier al orașului Harzgerode din landul Saxonia-Anhalt, Germania. Până în 2009 a fost o comună.